# Arrieta (Biscaye)
Pour les articles homonymes, voir Arrieta.
Arrieta est une commune de Biscaye dans la communauté autonome du Pays basque en Espagne.
Le nom officiel de la ville est Arrieta.

## Géographie

### Quartiers
Les quartiers de Arrieta sont: Libao, Agirre, Olatxua-Olabarri et Jainko-Oleaga.

### Sources
- (es) Cet article est partiellement ou en totalité issu de l’article de Wikipédia en espagnol intitulé « Arrieta » (voir la liste des auteurs).